# MHB Mitteleuropäische Handelsbank
Mitteleuropäische Handelsbank AG Deutsch-Polnische Bank (MHB Bank) – polsko-niemiecki bank należący m.in. do Banku Handlowego w Warszawie i Banku Pekao S.A. z siedzibą we Frankfurcie nad Menem, działający w latach 1973–2019.

## Historia
W konsekwencji nawiązania stosunków dyplomatycznych pomiędzy PRL a Republiką Federalną Niemiec w 1972, Bank Handlowy w Warszawie wraz z Bankiem Pekao S.A., Ministerstwem Finansów i Ministerstwem Handlu Zagranicznego podjęły decyzję o utworzeniu banku w formie spółki joint venture na terenie RFN, we Frankfurcie nad Menem. Partnerami lokalnymi zostały dwa banki niemieckie, Helaba i Nord/LB. Zajmował się obsługą polsko-niemieckiej wymiany handlowej. Pierwszym prezesem zarządu banku został Leonard Siemiątkowski.
Po 1989 rola banku zaczęła maleć. Po serii zmian właścicielskich większościowym akcjonariuszem został Nord/LB.
W 2000 Bank Pekao SA sprzedał posiadany przez siebie pakiet 29,99% akcji, nabywcą został Nord/LB. Prezesem banku był wówczas Mieczysław Groszek, pełniący tę funkcję od 1999.
W 2001 bank otrzymał zgodę Komisji Nadzoru Bankowego na rozpoczęcie działalności w Polsce poprzez spółkę zależną MHB Bank Polska S.A., po zmianach właścicielskich działający dziś jako DNB Bank Polska. Działalność operacyjną polski podmiot rozpoczął w 2002 pod kierownictwem Edmunda Zawadzkiego, a w 2004 jego akcje zostały sprzedane do spółki-matki, Nord/LB.
W 2002 Bank Handlowy w Warszawie sprzedał Nord/LB pozostałe posiadane przez siebie akcje banku (19,99%).
W 2005 bank został zakupiony przez amerykański fundusz inwestycyjny Lone Star. Był wówczas bankiem transakcyjnym, obsługującym wyłącznie niemieckich klientów korporacyjnych.
W 2019 został zakupiony przez niemieckie przedsiębiorstwo finansowe Raisin, które zmieniło jego nazwę na Raisin Bank AG. Zatrudniał wówczas 39 pracowników.